# Harrison (Montana)
Harrison è un census-designated place (CDP) degli Stati Uniti d'America, situato nello stato del Montana, nella contea di Madison.